# Bojnická zimná
Bojnická zimná (Pyrus communis 'Bojnická zimná') je ovocný strom, kultivar druhu hrušeň obecná z čeledi růžovitých. Plody jsou řazeny mezi odrůdy zimních hrušek, sklízí se v říjnu, dozrává v prosinci až únoru. velmi úrodná odrůda, kvete středně pozdně.

## Historie

### Původ
Byla vyšlechtěna na Slovensku v roce 2002, ve Výskumnom ústave ovocných a okrasných drevín v Bojnicích. Odrůda je křížencem odrůd 'Krivica' a 'Williamsova'.

## Vlastnosti

### Růst
Růst odrůdy je střední. Habitus koruny je pyramidální.

## Plodnost
Plodí hojně, spolehlivě a pravidelně.

## Plod
Plod je hruškovitý, velký. Slupka žlutě zbarvená s rzivě bronzovou. Dužnina je bělavá jemná, se sladce navinulou chutí, aromatická.

## Choroby a škůdci
Odrůda je považována za dostatečně odolnou proti strupovitosti ale i monilióze a namrzání.

## Použití
Je vhodná ke zpracování a přímou konzumaci. Lze ji použít do všech poloh.